# Brigitte van der Burg
Brigitte Ingrid van der Burg (Tanga (Tanzania), 7 april 1961) is een Nederlands voormalig politica. Van 2006 tot 2017 was zij Tweede Kamerlid voor de Volkspartij voor Vrijheid en Democratie (VVD).
Van der Burg groeide op in Deventer. In 1987 studeerde zij af in sociale geografie van ontwikkelingslanden aan de Rijksuniversiteit Utrecht en in 1992 promoveerde zij op het terrein van de arbeidseconomie aan dezelfde universiteit. Voor haar politieke carrière was zij op bestuurlijk vlak en als ondernemer werkzaam.
Van 1992 tot 1999 was Brigitte van der Burg als accountmanager werkzaam bij onderzoeksbureau EIM. Van 1999 tot 2004 heeft Brigitte van der Burg gewerkt als directeur van de Raad voor het Zelfstandig Ondernemerschap, welk orgaan per 1 januari 2004 is opgeheven. Daarna was zij eigenaar van het adviesbureau Britburg Advies BV.
Als bestuurder is zij sinds 1 mei 2000 Collegelid van het Adviescollege toetsing administratieve lasten (Actal). Daarnaast is zij sinds 2003 voorzitter van het Nationaal Thematisch Netwerk (NTN) Ondernemerschap inzake het ESF/EQUAL programma op verzoek van het Ministerie van Sociale Zaken en Werkgelegenheid. Sinds 2005 is zij plaatsvervangend voorzitter van de Commissie Inzake Stedelijke Distributie, ingesteld door de minister van Verkeer en Waterstaat.
In 2010 werd ze op de 22e plaats van de kandidatenlijst van de VVD voor de Tweede Kamerverkiezingen 2010 geplaatst, waarmee ze gekozen werd. In de Kamer is zij woordvoerster Koninklijk Huis, financiering lagere overheden, jeugdbeleid, organisatie overheid en adviesstelsel.
In 2012 stond Van der Burg op de 26e plaats kieslijst Tweede Kamerverkiezingen 2012 en werd zij in die hoedanigheid gekozen.

## Publicatie
- Loopbaanverschillen tussen mannen en vrouwen binnen arbeidsorganisaties, proefschrift Groningen, Wolters-Noordhoff, 1992, ISBN 90-01-18319-0.